# Pourtant (chanson)
 (avril 2015).
Si vous disposez d'ouvrages ou d'articles de référence ou si vous connaissez des sites web de qualité traitant du thème abordé ici, merci de compléter l'article en donnant les références utiles à sa vérifiabilité et en les liant à la section « Notes et références ».
Singles de Vanessa Paradis
Commando 
 (octobre 2000) Que fait la vie ? 
 (avril 2001)
Clip vidéo
[vidéo] « Pourtant (officiel) (réalisation : Richard Mudd/JD) », sur YouTube
Pistes de Bliss
When I say
(3) Que fait la vie ?
(5)
Pourtant est le 17e single de Vanessa Paradis, lancé en radio fin décembre 2000. Il est le second extrait de l'album Bliss.
La chanson est écrite par Franck Monnet et composée par Matthieu Chédid.
La photo de la pochette est réalisée par le photographe Paolo Roversi.
Même si ce single ne fut pas commercialisé, il sera diffusé en radio de façon importante, notamment sur NRJ. Il deviendra l'un des titres de Vanessa Paradis les plus populaires et appréciés du public.

## Versions
Vanessa interprète ce titre lors du Bliss Tour en 2001, du Divinidylle Tour en 2007/2008, de sa Tournée Acoustique en 2010/2011 et lors du Love Songs Tour en 2013/2014.

## Le clip
Le clip de Pourtant a été réalisé par Johnny Depp sous le pseudonyme de Richard Mudd.
On y voit Vanessa évoluer dans les jardins de sa propriété du Plan-de-la-Tour. Chaque image sur pellicule a été redessinée, recolorisée ou agrémentée de dessins par Johnny et Vanessa.
Sur les derniers plans du clip, à 3 min 29 s environ, les dessins gravés sur la pellicule laissent apparaître tout d'abord « LRD » (les initiales de Lily-Rose Depp, fille de Johnny Depp et Vanessa Paradis), puis « JD », « ♥ » et « VP », soit « Johnny Depp aime Vanessa Paradis », messages d'amour laissé par le réalisateur à sa compagne et à leur fille. On ne peut voir ces dessins qu'en faisant des arrêts sur image ou en faisant défiler le clip image par image.
Le clip est lancé en télé fin décembre 2000.

## Prestations
- 20 janvier 2001 - NRJ Music Awards 2001 (TF1) [2]
- 14 mars 2001 - Nulle part ailleurs (Canal+) - en version live
- 30 mai 2001 - Zénith de Paris, lors du concert de Vanessa Paradis, Matthieu Chedid lui fait la surprise de l'accompagner à la guitare sur la chanson.
- Janvier 2005 - Vivement dimanche (France 2) - version inédite acoustique en live avec Matthieu Chédid à la guitare et aux chœurs[3].

## Musiciens
- Guitares / Basse : Matthieu Chédid
- Batterie / Tambourin : Patrice Renson
- Violoncelle : Vincent Segal
- Orgue Hammond : Benmont Tench
- Trompettes : Lee Thornburg
- Trombones : Nick Lane
- Cor français : John Dickson
- Cordes : Caméléons
- Arrangements Cordes : Vincent Segal
- Arrangements Cuivres : Matthieu Chédid / Patrice Renson / Vanessa Paradis
- Mixeur : Tchad Blake

## Reprises
- 2006 : Leslie - en version live (TV)
- 2008 : Coralie Clément - en version live (Concert)
- 2014 : Cyrille Aimée - album "It's a good day"